# Lustosa e Barrosas (Santo Estêvão)
Lustosa e Barrosas (Santo Estêvão) (llamada oficialmente União das Freguesias de Lustosa e Barrosas (Santo Estêvão)) es una freguesia portuguesa del municipio de Lousada, distrito de Oporto.

## Historia
Fue creada el 28 de enero de 2013 en aplicación de una resolución de la Asamblea de la República de Portugal promulgada el 16 de enero de 2013 con la unión de las freguesias de Lustosa y Santo Estêvão de Barrosas, pasando su sede a estar situada en la antigua freguesia de Lustosa.

## Demografía
| Gráfica de evolución demográfica de Lustosa e Barrosas (Santo Estêvão) entre 2011 y 2021 |
|                                                                                          |
| Datos según el nomenclátor publicado por el INE portugués.                               |